# День державності Литви
День державності — щорічне державне свято в Литві, яке відзначається 6 липня на згадку про коронацію в 1253 році Міндовга як єдиного короля Литви. Точний день події є спірним і був обраний відповідно до гіпотези Едвардаса Гудавічюса, сформульованої в 1989 році. Офіційно цей день відзначається з 1991 року.